# Caucus for Women in Statistics
Caucus for Women in Statistics é uma sociedade profissional para mulheres em estatística. Foi fundada em 1971, seguindo discussões em 1969 e 1970 nos encontros anuais da American Statistical Association, com Donna Brogan sendo sua primeira presidente.

## Propósito
O objetivo do Caucus é ajudar no ensino, na contratação e no avanço das carreiras das mulheres em estatística, removendo barreiras às mulheres na estatística, incentivando a aplicação da estatística nas questões das mulheres e melhorando a representação das mulheres nas organizações profissionais para estatísticos.

## Organizações relacionadas
O Caucus é "informalmente associado à American Statistical Association" e é uma "organização irmã" da Association for Women in Mathematics, fundada ao mesmo tempo que o Caucus.

## Atividades
O Caucus publica um boletim informativo e organiza eventos nas principais reuniões estatísticas. Desde 2001 suas atividades também incluem o patrocínio conjunto do Prêmio Florence Nightingale David com o Committee of Presidents of Statistical Societies. Este é "o único prêmio internacional em ciências estatísticas ... restrito a mulheres".

## Liderança
As presidentes do Caucus incluíram:
- 1971–1973: Donna Brogan
- 1974–1975: Marie Wann
- 1976: Joan R. Rosenblatt
- 1977: Barbara A. Bailar
- 1978: Janet L. Norwood
- 1979: Irene Montie
- 1980: Shirley Kallek
- 1981: Beatrice N. Vaccara
- 1982: Eileen Boardman
- 1983: Lee-Ann C. Hayek
- 1984: Jane F. Gentleman
- 1985: Nancy Gordon
- 1986: Arlene Ash
- 1987: Sandra McKenzie
- 1988: Jessica Utts
- 1989: Cynthia Clark
- 1990: Sue Leurgans
- 1991: Cyntha Struthers
- 1992: Stephanie Shipp
- 1993: Barbara Tilley
- 1994: Juliet Popper Shaffer
- 1995: Mary Batcher
- 1996: Pamela Doctor
- 1997: Sandra Stinnett
- 1998: Elizabeth Margosches
- 1999: Holly Shulman
- 2000: Janet Williams
- 2001: Nancy Allen
- 2002: Mari Palta
- 2003: Martha Aliaga
- 2004: Mariza de Andrade
- 2005: Julia Bienias
- 2006: Mary W. Gray
- 2007: Tena I. Katsaounis
- 2008–2009: Marcia Ciol
- 2010: Jennifer D. Parker
- 2011: Amanda L. Golbeck
- 2012: J. Lynn Palmer
- 2013: Susmita Datta
- 2014: Nancy Flournoy
- 2015: Paula Roberson
- 2016: Jiayang Sun
- 2017: Ji-Hyun Lee
- 2018: Shili Lin
- 2019: Nicole Lazar